# Neolimnophila bifusca
Neolimnophila bifusca är en tvåvingeart som beskrevs av Alexander 1960. Neolimnophila bifusca ingår i släktet Neolimnophila och familjen småharkrankar. Inga underarter finns listade i Catalogue of Life.